# Юр’євка (Нижньогородська область)
Юр’євка (рос. Юрьевка) — присілок в Княгининському районі Нижньогородської області Російської Федерації.
Населення становить 9 осіб. Входить до складу муніципального утворення Ананьєвська сільрада.

## Історія
Від 2009 року входить до складу муніципального утворення Ананьєвська сільрада.

## Населення
| 2002 | 2010 |
| ---- | ---- |
| 13   | ↘9   |